# تاتار (ماكو)
تاتار هي قرية في مقاطعة ماكو، إيران. يقدر عدد سكانها بـ 32 نسمة بحسب إحصاء 2016.